# Pandanharum
Pandanharum is een bestuurslaag in het regentschap Grobogan van de provincie Midden-Java, Indonesië. Pandanharum telt 6334 inwoners (volkstelling 2010).